# Cais de Veludo
Cais de Veludo é um projecto musical português lo-fi, algures entre o sadcore, slowcore e o phado. o seu exórdio deu-se em Lisboa, a 22 de setembro de 2001, sobrevivendo em Corroios, Braga e um pouco por toda a parte onde existam corações disponíveis para amar.

## biografia
o cais nasceu numa tarde do final do verão de dois mil e um. o sol encoberto, o calor da cerveja e as pombas a sobrevoar o telhado atlântico proporcionaram a aparição do veludo no cais. havia ainda vestígios de areia nos nossos ténis e nas nossas cabeças ainda ecoavam acordes duma madrugada numa praia sem rosto e sem sono. sentiamo-nos perdidos no campo de um símbolo do caos urbano. urgia a busca do fodidamente belo em forma de canção. os sons, as palavras, os putos, o veludo a despertar os sentidos e os sentimentos mais puros. em nós e nos outros. nus enquanto os sonhos falarem.
as nossas referências são vastas. passam não só pela música que ouvimos e gostamos, como também pelas pessoas com quem convivemos e pelo quotidiano no qual estamos inseridos.
musicalmente, comungamos uma sequência de gostos, que tem o seu exórdio na música popular portuguesa, de onde destacamos José Afonso, Adriano Correira de Oliveira e José Mário Branco, passando pelo movimento de música moderna portuguesa dos anos 80 – a denominada ‘geração ama romanta’ – com particular relevo para Linha Geral, Essa Entente, João Peste, e, sobretudo, Anabela Duarte, que nos concedeu o privilégio de recriar um dos seus temas originais.
finalmente, nos últimos anos, no campo da música não portuguesa, colhemos algumas referências na estética lo-fi, no que concerne à sua vertente sad e slowcore.

## o cais de veludo
iuri algarvio | instrumental
rui malheiro | voz

## passaram pelo cais
Ana Salomé | piano, voz
andré santos | declamações
andreia novo | melódica, voz
gonçalo fernandes | guitarra

## discografia
2003 - outra estação
2002 - murmúrio

### outra estação
numa outra estação  6:17
subtilmente  5:00
amargo  4:00
- 2:00
outra estação. ou, singelamente, o recomeço. um passeio com o acidental, distanciados por domingos errantes, cúmplices nos aguaceiros. desafiando o destino, caminhando sobre o pó e o vento, de encontro a uma outra estação. a tal. onde ainda existe tempo para reconstruir o passado, dando-lhe subtis pedaços amargos e doces. e, no fim, os passos fundem-se num sorriso - ao abrir uma nova porta, que até pode ser a mesma de sempre. numa outra estação.
data de lançamento: 26 de outubro de 2003

### murmúrio
os putos (mutantes) 7:34
subtilmente  4:16
amargo  3:39
esta é a primeira maqueta do cais de veludo. contem três temas, gravados entre dezembro de 2001 e agosto de 2002, num estúdio móvel caseiro: os putos (mutantes) e amargo – originais da banda – e subtilmente, original de anabela duarte, antiga vocalista dos mler ife dada, adaptado pelo cais de veludo.
a maqueta visou a participação no kapital rock, concurso de bandas de garagem, realizado na cidade de braga, em setembro de 2002.
data de lançamento: 11 de setembro de 2002